# نيلس سميث
نيلس سميث (بالنرويجية: Nils Henrik Smith)‏ (ولد في  17 اغسطس 1980  م) هو كاتب نرويجي، ولد في ستافانغر.

## جوائز
حصل على جوائز منها:
- Tarjei Vesaas' debutantpris [الإنجليزية]‏ (2007).